# ديلوس براون
ديلوس براون (بالإنجليزية: Delos Brown)‏ هو لاعب كرة قاعدة أمريكي، ولد في 4 أكتوبر 1892 في آنا في الولايات المتحدة، وتوفي في 21 ديسمبر 1964 في كاربوندال في الولايات المتحدة.

## وصلات خارجية
- ديلوس براون على موقعبيزبول رفرنس.كوم (الدوري الرئيسي) (الإنجليزية)
- ديلوس براون على موقعبيزبول رفرنس.كوم (الدوري الثانوي) (الإنجليزية)